# Karrakatta Cemetery

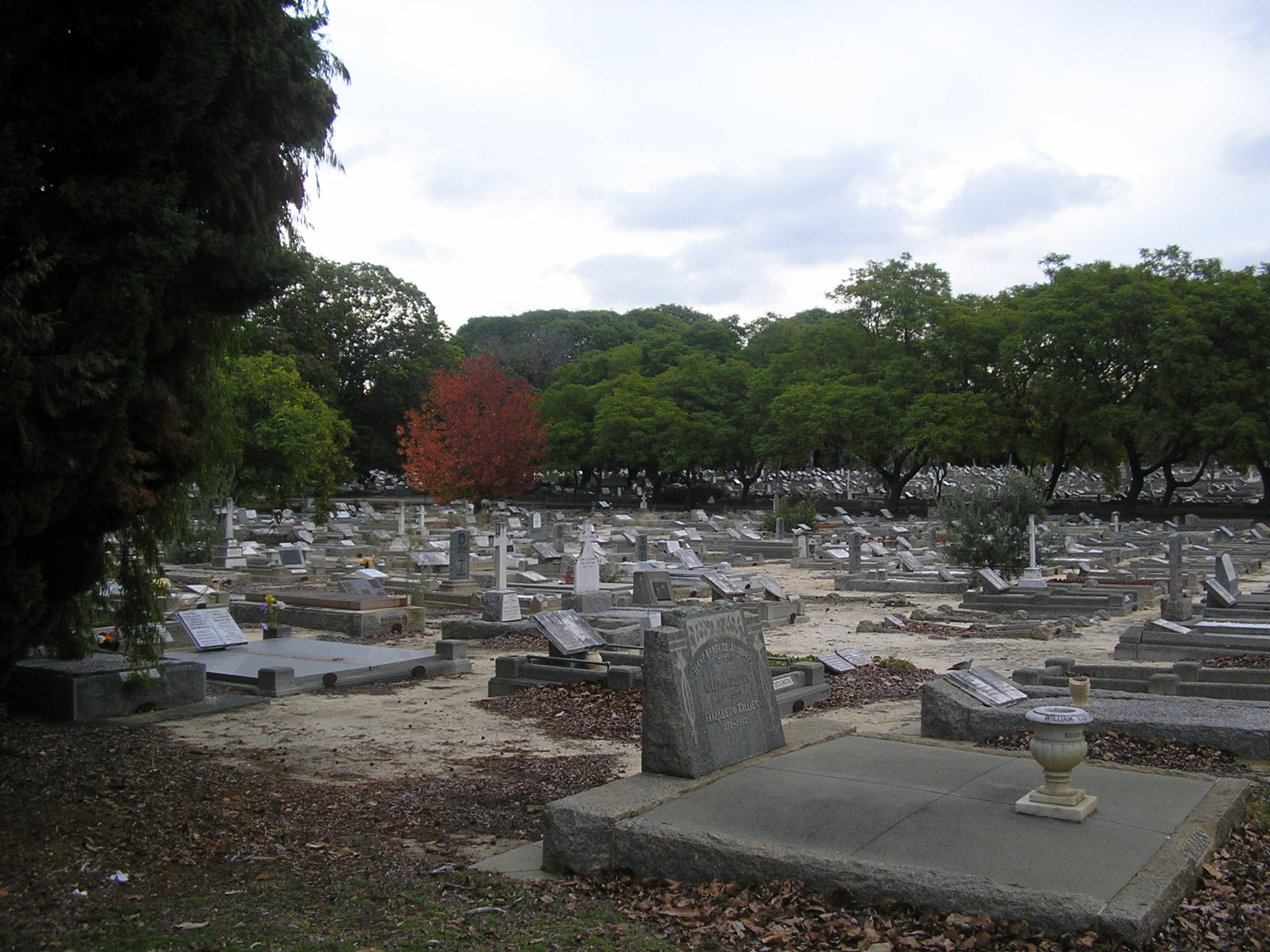
Blick über den Karrakatta Cemetery

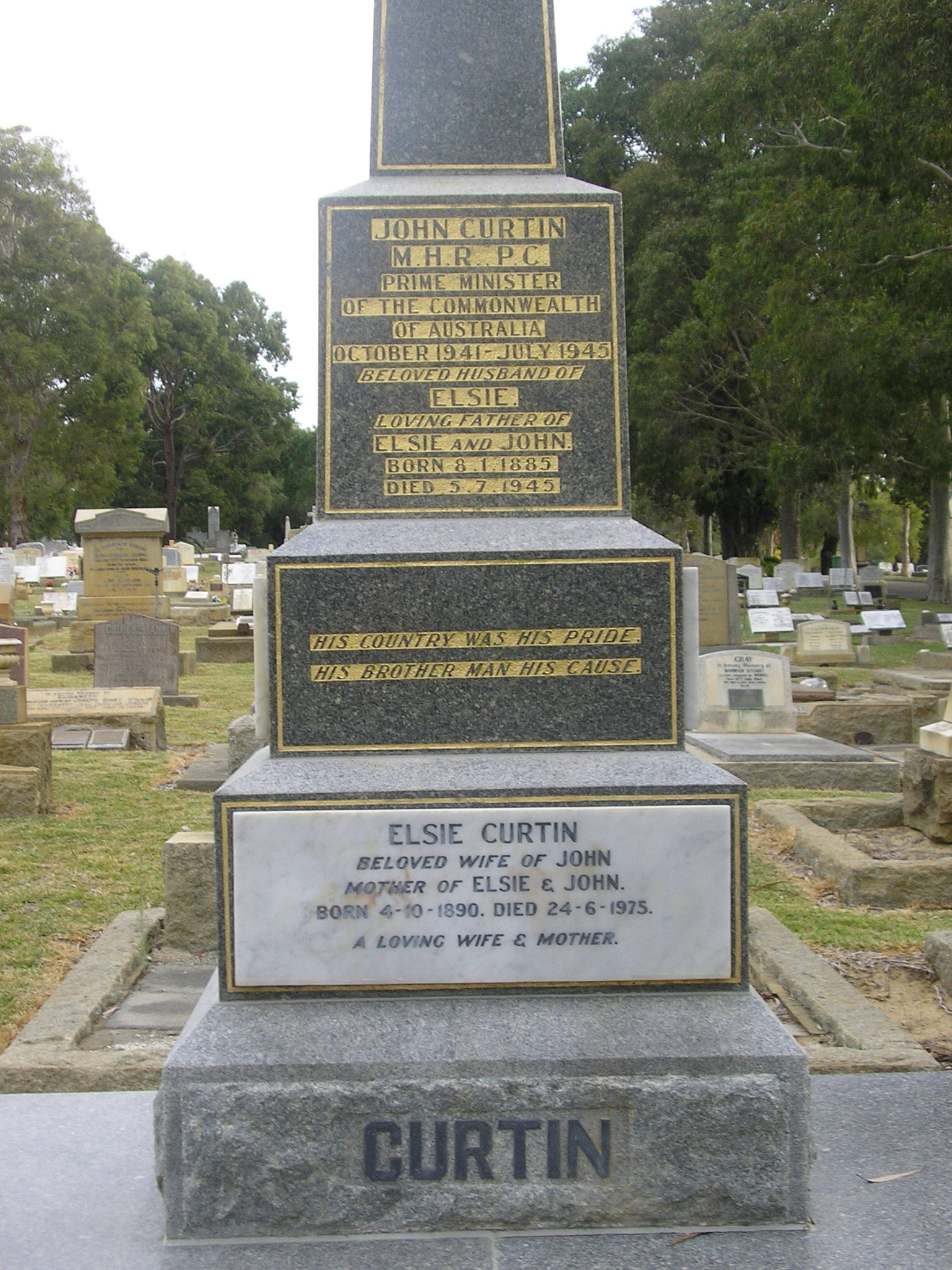
Grabmal von John und Elsie Curtin

Karrakatta Cemetery ist ein städtischer Friedhof in Karrakatta in Perth, Western Australia.  Karrakatta Cemetery wurde 1899 erstmals für Begräbnisse genutzt. Der vom Metropolitan Cemeteries Board bewirtschaftete Friedhof wird jährlich von mehr als einer Million Besuchern besichtigt. Die Zypressenbäume in der Nähe des Haupteingangs sind das Wahrzeichen des Karrakatta Cemetery. Zum Friedhof gehört ein Krematorium, und im Jahr 1995 entstand auf dem Friedhof Western Australias erstes Mausoleum.
Der Eingang (bekannt als Waiting House) schließt eine von George Temple Poole entworfene Konstruktion ein.

## Persönlichkeiten
Zu den auf dem Karrakatta Cemetery bestatteten Personen gehören:
- William Baldwin, neuseeländischer Politiker[5]
- Elsie Curtin, Ehefrau von John Curtin[6]
- John Curtin, 14. Premierminister Australiens[7]
- Sir John Forrest, 1. Premierminister von Western Australia[8]
- Joseph Furphy, Schriftsteller[9]
- Dame Alexandra Hasluck, Schriftstellerin und Ehefrau von Paul Hasluck[10]
- Sir Paul Hasluck, 17. Governor-General von Australia und Politiker[11]
- Heath Ledger, Schauspieler (Urnenbestattung)[12]
- Matthew Locke, Soldat (Urnenbestattung)[13]
- Paul McGinness, Mitbegründer von Qantas Airways[14]
- Monty Miller, Gewerkschafter[15]
- John Scaddan, 10. Premierminister von Western Australia[16]
- A. O. Neville, erster Chief Protector of Aborigines[17]

Des Weiteren sind zehn Träger des Victoria Cross auf dem Karrakatta Cemetery beerdigt oder wurden hier kremiert:
- Thomas Axford
- John Carroll
- Sir Hughie Edwards
- Robert Gee
- James Heather Gordon
- George Julian Howell
- Martin O’Meara
- Clifford Sadlier
- Hugo Throssell
- James Park Woods

## Kriegsgräber
Ende 2016 befanden sich auf dem Karrakatta Cemetery die Gräber von 107 Commonwealth-Militärangehörigen des Ersten Weltkriegs und 141 des Zweiten Weltkrieges, außerdem ist ein niederländischer Seemann als Kriegsopfer des letzteren hier bestattet; die Gräber sind entsprechend der den verschiedenen Konfessionen zugeteilten Feldern auf dem Friedhof aufgeteilt.
Die Commonwealth War Graves Commission unterhält ein Denkmal für 15 australische Militärangehörige – zwei Seeleute, neun Soldaten und vier Flieger – die im Zweiten Weltkrieg fielen und in Karrakatta kremiert wurden. Außerdem wurden 7 australische Gefallene desselben Krieges – zwei Seeleute, vier Soldaten und ein Flieger – in Karrakatta kremiert, aber ihre Asche wurde verstreut oder an anderer Stelle bestattet. Ihre Namen befinden sich am Western Australia Cremation Memorial des räumlich getrennten Perth War Cemetery.

## Belege
1. ↑  Karrakatta Cemetery Renewal. In: Our Cemeteries › Karrakatta Cemetery. Government Of Western Australia, Metropolitan Cemeteries Board (MCB). Auf MCB.wa.gov.au, abgerufen am 31. Juli 2023 (englisch).
2. ↑  Karrakatta Cemetery: Rich with heritage…caring for precious memories (Memento vom 7. Juli 2006 im Internet Archive) (brochure). Government of Western Australia, Metropolitan Cemeteries Board.
3. ↑  Our Cemeteries >> Karrakatta Cemetery (Memento vom 23. Februar 2006 im Internet Archive)
4. ↑  Karrakatta Cemetery. State Heritage Council, archiviert vom Original am 5. November 2013; abgerufen am 3. April 2018 (englisch).
5. ↑   News and Notes In: The West Australian, 1. August 1917, S. 6. Abgerufen am 19. November 2015 (englisch).
6. ↑  Summary Of Record Information. Metropolitan Cemeteries Board, abgerufen am 16. März 2018 (englisch).
7. ↑  The Daily News:  Huge Crowd Pays Homage In: The Daily News, National Library of Australia, 9. Juli 1945, S. 8. Abgerufen im 21. August 2014 (australisches Englisch).
8. ↑  Summary Of Record Information. Metropolitan Cemeteries Board, abgerufen am 16. März 2018 (englisch).
9. ↑  Summary Of Record Information. Metropolitan Cemeteries Board, abgerufen am 16. März 2018 (englisch).
10. ↑  Summary Of Record Information. Metropolitan Cemeteries Board, abgerufen am 16. März 2018 (englisch).
11. ↑  Summary Of Record Information. Metropolitan Cemeteries Board, abgerufen am 16. März 2018 (englisch).
12. ↑  Heath Andrew Ledger in der Datenbank Find a Grave, abgerufen am 19. November 2015.
13. ↑  Summary Of Record Information. Metropolitan Cemeteries Board, abgerufen am 3. April 2018 (englisch).
14. ↑  Summary Of Record Information. Metropolitan Cemeteries Board, abgerufen am 3. April 2018 (englisch).
15. ↑  Summary Of Record Information. Metropolitan Cemeteries Board, abgerufen am 3. April 2018 (englisch).
16. ↑  Summary Of Record Information. Metropolitan Cemeteries Board, abgerufen am 3. April 2018 (englisch).
17. ↑  Summary Of Record Information. Metropolitan Cemeteries Board, abgerufen am 3. April 2018 (englisch).
18. ↑  Vc Burials – Australia – Western Australia. Victoriacross.org.uk, abgerufen am 19. November 2015 (englisch).
19. ↑  PERTH (KARRAKATTA) GENERAL CEMETERY. Archiviert vom Original am 26. August 2014; abgerufen am 12. Februar 2015 (englisch).
20. ↑  WESTERN AUSTRALIA CREMATION MEMORIAL, PERTH. Archiviert vom Original am 20. Dezember 2016; abgerufen am 13. Dezember 2016 (englisch).